# Gevelndorf
Gevelndorf ist die Bezeichnung eines Stadtteils und gehört zum statistischen Bezirk 15 (Gevelndorf / Freisenberg) der Kreisstadt Lüdenscheid im westlichen Sauerland, Nordrhein-Westfalen. Seit 2010 wird auch der östlich gelegene Stadtteil Oberrahmede mit zum statistischen Bezirk 15 (Gevelndorf / Freisenberg) gezählt. Auch die Wohngebiete Hardt und Noell werden heute mit zum Stadtteil Gevelndorf gezählt. Der statistische Bezirk insgesamt grenzt an Altena und Schalksmühle.

## Geschichte
Zur ehemaligen Freigrafschaft Hülscheid gehörten neben Wehberg, Freisenberg und Born auch das Freigut Gevelndorf. 1487 wird das Dorf der Bauern und Kleinkötter erstmals urkundlich erwähnt mit dem Namen Hannes van Geverendorpe. 1521 erfolgt eine Dreiteilung. Das Uthergut zu Geverendorp, später nach seinem Besitzer auch Bernd-Jobs-Gut genannt, war mehrere Jahrzehnte im Besitz der Familie Spannagel und wurde 1787 noch als „Königliches Freygut“ bezeichnet. Ein Viertel des Hofes erscheint nach 1700 als Kotten Heerwiese. 1963 war die Witwe Karl Junker Eigentümerin des Gutes. Als zweites Gut wird 1531 der Hof der Pipersche zu Geverendorpe genannt, der besonders schwer unter den Wirren des Dreißigjährigen Krieges gelitten hat. Seit 1805 war der Hof im Besitz der Familie Schmale. Der dritte Hof im Jahre 1521 war Spannagels Gut, das damals schon im Besitz dieser Familie war. Nach dem Tode von Johann Spannagel im Jahre 1651 erfolgte eine gerichtliche Teilung des Hofes. Eberhard Spannagel erhielt das alte Haus mit dem größten Teil der Grundstücke und Christian Spannagel den kleineren Teil, auf dem er ein neues Gutsgebäude errichtete. Letzter Besitzer des etwa Mitte der 1950er Jahre abgebrochenen Hauses war Wilhelm Feldhoff, die Liegenschaften des anderen Hofteiles wurden Schmalescher Besitz. Das noch am längsten erhaltene Hofgebäude im alten Ortskern Gevelndorf war das der Schmales (Foto). Es wurde Anfang der 1960er Jahre abgerissen und stand im Bereich der heutigen Häuser am Kapellenweg. Wie in vielen Ortschaften im Rahmedetal wurde um 1800 auch in Gevelndorf Kalk gebrannt. Die Kalksteingruben lagen etwa zwischen der heutigen Astrid-Lindgren-Schule und den Neubauten an der Brinker Höhe. Der Brockhauser Weg, der schon vor langer Zeit die Heedfelder Straße mit dem Rahmedetal verband, führte bis Mitte der 1950er Jahre durch weite, unbebaute Felder und wurde hauptsächlich von den Bauern genutzt. Als einige Jahre später die ersten Häuser dort entstanden und der Weg als feste Straße ausgebaut wurde, gehörte Gevelndorf noch zur Gemeinde Lüdenscheid-Land. Erst 1969 wurde es wie viele der umliegenden Ortschaften in die Stadt Lüdenscheid eingemeindet.

## Infrastruktur
Die Struktur des Stadtteils ist durch viele freistehende Einfamilienhäuser, Reihenhäuser und zahlreiche Mehrfamilienhäuser geprägt. Viele dieser Häuser wurden in den letzten Jahren aufwendig saniert. Neben den Wohnhäusern gibt es auch eine Reihe von Geschäften in dem Stadtteil. Besonders am oberen und mittleren Brockhauser Weg gruppieren sich einige Einzelhandels- und Gastronomieeinrichtungen. Außerdem befinden sich mehrere Arztpraxen in dem Stadtteil.
Am oberen Brockhauser Weg, der Altenaer Straße sowie in der Gutenbergstraße gibt es Gebiete mit einigen kleineren und größeren Gewerbe- und Industriebetrieben.
Mitten in Gevelndorf, am Brockhauser Weg 34, befindet sich zudem die Grundschule Gevelndorf der Stadt Lüdenscheid. Neben dem Schulgebäude gibt es auch einen Sportplatz und eine Turnhalle auf dem Gelände. Einmal jährlich findet ein Schulfest auf dem Gelände statt. Nachdem im Oktober 2011 von der Politik die Entscheidung getroffen wurde, den Teilstandort Hermann-Gmeiner-Schule (am Dickenberg) in die Grundschule Gevelndorf zu integrieren, wurde der Beschluss im Sommer 2012 vollständig umgesetzt. Gleichzeitig soll die weiter bestehende Schule Gevelndorf umfassend saniert werden. Im Vorfeld der Zusammenlegung gab es teils massive Proteste von den Eltern der betroffenen Kinder sowie einigen lokalen Politikern, die eine Beibehaltung des Standortes am Dickenberg forderten.
An der Dannenbergstraße 2a sind zwei Förderschulen des Märkischen Kreises, angesiedelt. Die erste Schule ist die Astrid-Lindgren-Schule, die den Förderschwerpunkt bei der Sprache hat (Primarstufe). Die zweite Schule ist die Erich Kästner-Schule, die den Förderschwerpunkt bei der emotionalen und sozialen Entwicklung hat (Primar- und Sekundarstufe I).
An der unteren Dannenbergstraße liegt der evangelische Friedhof Oberrahmede. Der Friedhof hat eine Gesamtfläche von 17.593 m². Er besteht aus einem älteren und einem jüngeren Teil. Der ältere Friedhofsteil wird von zwei sich kreuzenden Lindenalleen geprägt. Das Wegesystem besteht hauptsächlich aus Asphalt- und Betonpflaster, einige Nebenwege sind als Schotterrasenwege angelegt. Jährlich werden auf diesem Friedhof etwa 50 Bestattungen durchgeführt. Der Friedhof wird von einer lokalen Gärtnerei bewirtschaftet und befindet sich lt. dem Träger, dem Friedhofsverband Lüdenscheid-Plettenberg, in einem gut gepflegten Zustand.

## Sehenswertes
Die unterschiedlichen Häuser des Stadtteils Gevelndorf sowie die ausgedehnten Fußwege in dem Viertel laden zu Spaziergängen ein.
Viele Grünanlagen prägen das Bild des Viertels.
Für Kinder gibt es einige neu gestaltete Spielplätze in dem Stadtteil.

## Verkehrsanbindung

### Bahnverkehr
Die nächstliegenden Bahnhöfe sind der Bahnhof Lüdenscheid und der Bahnhof Brügge (Westfalen). Beide sind per Auto oder Bus in wenigen Minuten erreichbar. Zudem befand sich in Hardt eine Station der Kreis Altenaer Eisenbahn.

### Busverkehr
Die Anbindung des Stadtteils an den Öffentlichen Personennahverkehr erfolgt vor allem durch die Buslinien 37, 42, 53 und 245 (Schulbuslinie) der Märkischen Verkehrsgesellschaft (MVG).

### Straßenverkehr
Die Anbindung an das Bundesautobahnnetz erfolgt über die nahegelegene Abfahrt Nr. 13 Lüdenscheid-Nord der Bundesautobahn 45. Diese führt Richtung Norden nach Hagen und Dortmund sowie in Richtung Süden nach Siegen, Wetzlar, Gießen und Frankfurt am Main. Weitere Alternativanschlussstellen sind die Abfahrten Nr. 14 Lüdenscheid und Nr. 15 Lüdenscheid-Süd der A 45. Auch die beiden Bundesstraßen B 54 und B 229 liegen in der Nähe von Gevelndorf und sind innerhalb weniger Fahrminuten gut erreichbar. Parkplätze innerhalb von Gevelndorf sichern den Autofahrern Parkmöglichkeiten zu.